# Richmond Heights (Missouri)
Richmond Heights – miasto w Stanach Zjednoczonych, w stanie Missouri, w hrabstwie St. Louis.